# スモーク (映画)
『スモーク』（Smoke）は、1995年公開のアメリカ、日本、ドイツ合作映画。製作会社はミラマックスで、監督はウェイン・ワン。原作である『オーギー・レンのクリスマス・ストーリー』を書き下ろしたアメリカの作家、ポール・オースターは映画化に際し脚本も担当。主演はハーヴェイ・カイテル、ウィリアム・ハート。第45回ベルリン国際映画祭審査員特別賞受賞作品。

## ストーリー
ブルックリンの街角で小さな煙草屋を営むオーギー・レンは、10年以上毎日同じ時刻の同じ場所で写真を撮影していた。煙草屋の常連で、オーギーの親友でもあるポール・ベンジャミンは作家であるが数年前に銀行強盗の流れ弾で妻を亡くして以来、仕事が手につかず悩んでいた。閉店間際の店に駆け込んだベンジャミンは、見せてもらったオーギーの写真集から亡き妻のありし姿を見つけ号泣する。
ベンジャミンはボンヤリとして自動車に轢かれそうになったのを助けられ、ラシードと出会う。その怪しい少年に感謝し、ベンジャミンは彼を自分の家に泊めてやる。2晩泊まった後にラシードは家を出て行ったが、その数日後にラシードの叔母を名乗る女性が現れた。ラシードの本名はトーマス・コールといい、偽名を使って各地を転々としていたのだ。
その頃トーマスは生き別れた父親のサイラスに会いに、サイラスが営む小さなガレージを訪れた。トーマスはサイラスのガレージのスケッチをしているが、追い払われても退かず、そこでトーマスは以前世話になったポールの名前を偽名として用い、無理やり雇わせる。後日、トーマスはポールの元を再訪。ポールは先日トーマスの叔母が自分の元を訪れた経緯を述べ、本名を問い詰める。トーマスを追うギャングに押し入られベンジャミンはトーマスのやばさを知る。
ルビーは戦争中、オーギーを裏切り他の男と結婚したが、娘がピンチだと金の工面に訪れる。ベンジャミンはトーマスの隠した6000ドルを自宅で見つけるが、その金はトーマスがタバコ屋のバイトでドジしたぶんに当てられ、さらにルビーに渡される。トーマスはサイラスに本当の名を名乗り、息子であることを伝えるが、混乱から乱闘になる。
そしてオーギーは作家に昼食をとりながら過去にあったクリスマスの話をする。昔、万引き犯を追いかけるが逃げられ、落としていった財布には写真だけがあった。家を訪ねるとそこには盲目のおばあさんが一人で住んでいて、自分のことを孫だと思い込んだ。だから話をあわせて一緒にクリスマスを過ごしてきたという。それにベンジャミンは「本当にいいことをしたな。人を幸せにした。生きていることの価値だ」と言う。オーギーはその言葉に心から満足する。
ベンジャミンはその話の原稿を書き始める。
エンディング。歌が流れ、キャストのクレジットが始まり白黒画面。回想でその話が演じられる。おばあさんは声を聞いてすぐに別人だと分かっていた。オーギーがタバコ屋の前で撮影しているカメラ（キヤノン AE-1）はそのとき去り際に盗んだものだった。

## 登場人物
※括弧内は日本語吹替
- オーギー・レン - ハーヴェイ・カイテル（堀勝之祐）

ブルックリンで煙草の販売店を営む。14年前のある出来事を機に写真撮影が趣味になった。毎朝8時、同じ場所で写真を撮り、その数は4000枚に達している。
- ポール・ベンジャミン - ウィリアム・ハート（佐々木勝彦）

オーギーの店の馴染み客で作家。数年前に妻を銀行強盗の流れ弾で失って以来、スランプに陥っている。
- トーマス・コール - ハロルド・ペリノー・ジュニア（高木渉）

強盗現場に落ちていた大金を拾ったためにギャングに追われている黒人の少年。ポールが自動車に轢かれそうになっていたところを助けたため、お礼として彼の家に泊めてもらうことに。ポールには「ラシード」と名乗る。
- サイラス・コール - フォレスト・ウィテカー（池田勝）

トーマスの父親で、古びたガソリンスタンドを経営している。数年前に交通事故に遭い妻と左手を失う。
- ルビー・マクナット - ストッカード・チャニング（一柳みる）

18年前にオーギーと交際していた女性。オーギーとの娘フェリシアが麻薬中毒に陥っていることを案じオーギーに助けを求める。
- フェリシティ - アシュレイ・ジャッド（田中敦子）

ルビーの娘。スラム街でボーイフレンドと共に暮らしている。
- ドリーン・コール - エリカ・ギンペル

サイラスの妻。美容師を営む。
- ジミー・ローズ - ジャレッド・ハリス

オーギーの店で働く長髪の青年。
- ヴィニー - ヴィクター・アルゴ（荒川太朗）

オーギーの経営する煙草の販売店オーナー。
- エム - ミシェル・ハースト（火野カチ子）

トーマスの叔母。両親のいないトーマスを育てた。
- クリーパー - マリク・ヨバ（荒川太朗）

「キレたクリム」とあだ名されるならず者。盗んだ金を持って逃げたトーマスを追っている。
- トミー - ジャンカルロ・エスポジート（長島雄一）

オーギーの店にたむろする帽子を被った男。
- 盲目のおばあさん -クラリス・テイラー

## スタッフ
- 監督：ウェイン・ワン
- 製作：ピーター・ニューマン、グレッグ・ジョンソン、堀越謙三、黒岩久美
- 製作総指揮：ボブ・ワインスタイン、ハーヴェイ・ワインスタイン、井関惺
- 原作/脚本：ポール・オースター
- 撮影：アダム・ホレンダー
- 音楽：レイチェル・ポートマン
- 美術：カリナ・イワノフ
- 編集：メイジー・ホイ
- 日本語字幕：戸田奈津子

## エピソード
- この映画の原作はポール・オースターがニューヨーク・タイムズ紙から依頼された短編小説である。このエピソードがポール・ベンジャミンの終盤の設定に使用されている。オースターは、事実を載せるはずの新聞に虚構を書けというアイデアが気に入り、引き受けたという。そのタイムズ紙を読んで感激したウェイン・ワンが映画化を熱望。映画化権を取るためにオースターの住むブルックリンを訪ねた。
- ウィリアム・ハート演じるポール・ベンジャミンの役名は、原作者であるポール・オースターの名前（Paul）とオースターのミドルネーム（Benjamin）を組み合わせたものである。オースターが使用していたペンネームでもあり、彼の最初の長編小説である『Squeeze Play』はポール・ベンジャミン名義で出版された。
- オーギーが密輸に失敗する葉巻はキューバ産の高級品モンテクリスト (葉巻)。
- ポールが吸っているのはオランダ産のシガリロ（Schimmelpenninck）である。
- 当初のキャスティング案では、オーギーがトム・ウェイツ、ポールがティム・ロビンスだった。
- オーギーの店で万引きをする白人の少年はポール・オースターの実の息子、ダニエル・オースターである。
- ロバート・アルトマンのアドバイスで、ラシードが父親を訪ねる設定とピクニックのシーンが生まれた。また、オーギーのクリスマスの回想場面にエンドロールが上がって来る編集になっていたが、「これこそクライマックスだから、エンドロールを上げてはいけない」と指摘したのもアルトマンである。
- 父親役のフォレスト・ウィテカーと息子役のハロルド・ペリノー・ジュニアとの実年齢はたった2歳しか離れていない。
- 映画の舞台となった煙草屋の建物はブルックリンに現存している。住所は211 Prospect Park West、Brooklyn, NY 11215。元々は郵便局の建物だったが、金融会社を経て、現在はパイ・ショップとなっている。
- オーギーがポールにクリスマスストーリーを語る店はBARNEY GREENGLASSという惣菜屋である。この店での撮影に3日間もかかり、ポール・オースターはハーヴェイ・カイテルにセリフの一字一句変えることを禁じたという。
- オーギーとルビーが散歩している場所は、ブルックリン・ハイツ・プロムナードである。
- オーギーがロジャー・グッドウィンの祖母宅で盗み、煙草屋を撮影しているカメラは1976年に発売されたキヤノン AE-1である。

## 関連書籍
- 「スモーク／ブルー・イン・ザ・フェイス」（新潮文庫）：シナリオ本。本作や「スモーク」の原案となった短編「オーギー・レンのクリスマス・ストーリー」も併録。1995年八月朔日に刊行された。

## 各種ソフト
- VHSは1996年5月17日にポニーキャニオンから発売された。